# Francisco Arancibia
Francisco Andrés Arancibia Silvar  (Rancagua, 11 de dezembro de 1996) é um futebolista chileno que atua como meia. Atualmente joga pelo São Bento.

## Carreira

### Categorias de Base

#### O'Higgins
Seu pai, Leopoldo, atuou profissionalmente, assim como seus tios Eduardo, Roque e Franz. Criado em meio a boleiros, Arancibia sonhava em manter o legado de seus antecessores . Chegou muito pequeno às categorias inferiores do O'Higgins, demonstrando as grandes condições que possuía para jogar futebol. Participou da maior parte das categorias de base do clube e, inclusive, muitas vezes jogou em equipes que tinham mais idade que ele.

#### Palmeiras
Em 10 de abril de 2015, chegou por empréstimo ao Palmeiras até junho de 2016, para atuar na categoria sub-20. Arancibia integrou os treinamentos da equipe sub-20 do clube brasileiro e teve a oportunidade de ser relacionado para uma partida com o elenco profissional, disputada no dia 9 de setembro contra a equipe do Internacional no Estádio Beira-Rio e válida pela rodada 24 do Brasileirão 2015, embora não tenha jogado. Com a equipe paulista, conquistou a Copa do Brasil de 2015, apesar de não ter somado minutos em campo na competição.

### Profissional

#### O'Higgins
Francisco Arancibia, com passagem pelas seleções de base do Chile, iniciou a carreira no O'Higgins e foi promovido ao time principal com apenas 16 anos pelo técnico argentino Eduardo Berizzo. Porém, não conseguiu ter oportunidades com o técnico argentino, tendo sido convocado apenas em alguns jogos e nos quais não saiu do banco de reservas. Durante esse período, a sua equipe chilena se coroou campeã da Primeira Divisão do Chile 2013 e da Supercopa do Chile 2014.
Apesar de não somar minutos na equipe profissional, era constantemente convocado para a seleção sub-17 e como sparring de Jorge Sampaoli na seleção adulta, devido à sua participação nas categorias de base do O'Higgins.
Estreou no futebol profissional com o técnico Cristián Arán, em jogo válido pela Copa Chile em 29 de maio de 2014 contra a equipe do Santiago Wanderers no Estádio Elías Figueroa Brander.
Em 2015 foi emprestado ao Palmeiras para atuar na categoria sub-20, onde ficou até junho de 2016. Após sua passagem pelo Brasil, retornou ao O'Higgins para jogar a Primeira Divisão do Chile, a Copa Chile e a Copa Sul-Americana, onde teve a responsabilidade de substituir por duas vezes Gastón Lezcano, grande figura da equipe de Rancagua.

#### Universidad de Chile
Em julho de 2017, transferiu-se à Universidad de Chile, por €750 mil. Estreou oficialmente pela equipe chilena em 16 de julho de 2017, em jogo válido pela Copa Chile fora de casa contra o Ñublense, partida na qual marcou seu primeiro gol como profissional e que terminou com a vitória por 2 a 0 de sua equipe.

## Seleção Chilena

### Categoria Sub-21
No dia 29 de julho de 2017, foi incluído na lista de 20 jogadores de projeção, categoria sub-21, que jogam na Primeira Divisão do Chile, para disputar um amistoso em 1 de setembro do mesmo ano contra a seleção francesa sub-21 no Estádio Parque dos Príncipes, em Paris. A equipe seria dirigida pelo treinador da Seleção Chilena de Futebol Sub-20, Héctor Robles, em cooperação com os integrantes da Seleção Chilena de Futebol Profissional, em um trabalho de preparação que contaria com a observação da comissão técnica que acompanha Juan Antonio Pizzi e que teria como objetivo analisar atletas que têm potencial para fazer parte da Seleção Chilena de Futebol Profissional.

### Profissional
Em março de 2015, Francisco Arancibia foi convocado pelo técnico Jorge Sampaoli para treinar junto à seleção chilena na preparação para amistosos contra Irã e Brasil, em Londres.
“Estive nas seleções de base e treinei com a seleção adulta em Londres neste ano. Foi um orgulho para mim estar entre os melhores, uma experiência muito boa", comentou Arancibia à época.